# Paracoccus biporus
Paracoccus biporus är en insektsart som beskrevs av Williams 1985. Paracoccus biporus ingår i släktet Paracoccus och familjen ullsköldlöss. Inga underarter finns listade i Catalogue of Life.